# Guerra Huayco
Guerra Huayco (auch Guerra Wayco oder Guerra Waykho) ist eine Ortschaft im Departamento Tarija im südamerikanischen Andenstaat Bolivien.

## Lage
Guerra Huayco ist die zweitgrößte Ortschaft des Kanton Lazareto im Municipio Tarija in der Provinz Cercado. Die Ortschaft liegt auf einer Höhe von 1992 m zwischen dem zwei Kilometer entfernten Kamm der Serranía de Tarija im Nordwesten und dem sieben Kilometer entfernten Stausee Lago San Jacinto im Südosten.

## Geographie
Guerra Huayco liegt günstig zwischen den verschiedenen Klimazonen des Landes, am Rande der Anden in einer Höhe von knapp 2000 m, so dass meist mildes und angenehmes Wetter herrscht (siehe Klimadiagramm Tarija). In der Regenzeit zwischen Dezember und Februar (Sommermonate) kommt es häufig zu wolkenbruchartigen Gewittern. Der Rest des Jahres ist ausgesprochen niederschlagsarm.

## Bevölkerung
Die Einwohnerzahl der Ortschaft ist im vergangenen Jahrzehnt auf fast das Doppelte angestiegen:
| Jahr | Einwohner         | Quelle       |
| ---- | ----------------- | ------------ |
| 1992 | keine Detaildaten | Volkszählung |
| 2001 | 772               | Volkszählung |
| 2012 | 1496              | Volkszählung |
| 2024 |                   | Volkszählung |

## Gliederung
Bei der letzten Volkszählung von 2012 gliederte sich die Ortschaft in folgende Ortsteile:
- 06-0101-0500-5002 Zona Sud mit 153 Einwohnern
- 06-0101-0500-5003 Zona Abajo mit 292 Einwohnern
- 06-0101-0500-5004 Zona Arriba mit 610 Einwohnern
- 06-0101-0500-5005 Zona Centro mit 441 Einwohnern

## Verkehrsnetz
Guerra Huayco liegt in einer Entfernung von dreizehn Straßenkilometern südwestlich von Tarija, der Hauptstadt des Departamentos.
Tarija liegt an der Nationalstraße Ruta 1, die das bolivianische Hochland von Norden nach Süden durchquert und von Desaguadero an der peruanischen Grenze über die Metropolen El Alto, Oruro und Potosí bis nach Bermejo an der argentinischen Grenze führt.
Man verlässt Tarija in westlicher Richtung über die Puente San Martín, die den Río Nuevo Guadalquivir überquert und als Avenida Héroes de la Independencia zwischen den beiden Ortsteilen San Martín im Norden und Senac im Süden hindurchführt. Am Stadtrand biegt die Landstraße in südwestlicher Richtung ab und führt über Turumayo und Lazareto nach Guerra Huayco und weiter zur Ortschaft San Andrés.